# Gerd Kostmann
Gerd Rüdiger Kostmann (* 3. července 1941 Štětín) je bývalý východoněmecký fotbalista.

## Hráčská kariéra
Do roku 1964 hrál za Motor Volehošť, odkud přestoupil do Rostocku. V dresu Hansy Rostock se stal dvakrát králem střelců východoněmecké nejvyšší soutěže (v sezonách 1967/68 a 1968/69). Roku 1972 se přesunul do menšího rostockého klubu Schiffahrt/Hafen, kde strávil 2 a půl roku a s hraním skončil. Nakonec ještě dva roky pomáhal druholigovému Motoru Volehošť a v roce 1979 definitivně uzavřel kariéru.

### Ligová bilance
| Ročník                       | Zápasy | Góly | Klub                         |
| ---------------------------- | ------ | ---- | ---------------------------- |
| II. liga 1963/64 – sk. sever | 27     | 8    | BSG Motor Volehošť           |
| I. liga 1964/65              | 10     | 5    | SC Empor Rostock             |
| I. liga 1967/68              | 25     | 15   | FC Hansa Rostock             |
| I. liga 1968/69              | 25     | 18   | FC Hansa Rostock             |
| I. liga 1969/70              | 11     | 1    | FC Hansa Rostock             |
| II. liga 1969/70 – sk. sever | 13     | 4    | FC Hansa Rostock II          |
| I. liga 1970/71              | 18     | 4    | FC Hansa Rostock             |
| II. liga 1970/71 – sk. sever | 6      | 3    | FC Hansa Rostock II          |
| II. liga 1971/72 – sk. A     | 9      | 8    | FC Hansa Rostock II          |
| II. liga 1972/73 – sk. A     | 22     | 2    | BSG Schiffahrt/Hafen Rostock |
| II. liga 1973/74 – sk. A     | 19     | 7    | BSG Schiffahrt/Hafen Rostock |
| II. liga 1974/75 – sk. A     | 6      | 1    | BSG Schiffahrt/Hafen Rostock |
| II. liga 1977/78 – sk. A     | 22     | 1    | BSG Motor Volehošť           |
| II. liga 1978/79 – sk. A     | 19     | 1    | BSG Motor Volehošť           |
| CELKEM I. LIGA               | 89     | 43   |                              |
| CELKEM II. LIGA              | 143    | 35   |                              |